# Louis Jurine
Louis Jurine (Ginebra, 6 de febrero de 1751 - Chougny, 20 de octubre de 1819) fue un médico, cirujano y naturalista suizo principalmente interesado en la entomología. Vivió en Ginebra.

## Cirujano
Estudió la cirugía en París y rápidamente adquirió una gran reputación por su experiencia más allá de lo que él tenía en Ginebra. Enseñó cursos de anatomía, cirugía y zoología en la Academia Nacional de Medicina. También fundó un hospicio de maternidad en 1807 y fue galardonado con premios por su trabajo sobre los gases del cuerpo humano, la alimentación artificial de los lactantes y angina de pecho.

## Colecciones
Las colecciones de Jurine de Hymenoptera, Coleoptera, Lepidoptera y Hemiptera están en el Museo de Historia Natural de Ginebra.

## Obra
- Nouvelle méthode de classer les Hyménoptères et les Diptères. Hyménoptères. Ginebra (J.J. Paschoud) 1807 (solo 250 copias de esta obra se editaron)
- Observations sur les ailes des hyménoptères. Mem. Accad. Sci. Torino 24 (1820): 177–214
- Histoire des monocles, qui se trouvent aux environs de Genève. I-XVI, 1-260, 22 planchas, Ginebra (J.J. Paschoud) 1820

## Eponimia
- (Asteraceae) Jurinea Cass.[1]